# بيتر فين
بيتر فين (بالإنجليزية: Peter Finn)‏ هو محام بالقضاء العالي ومحامي وسياسي نيوزلندي، ولد في 1827، وتوفي في 1 أبريل 1911 في أستراليا. انتخب عضو الجمعية التشريعية فيكتوريا.